# Llac Strusta
El llac Strusta (en belarús: Возера Струста) és un llac de la província de Vítsiebsk, a Belarús, considerat el tercer més gros dels llacs de Braslau i el setzè de Belarús.
El llac es nodreix de nombrosos afluents provinents del llac Snudy, Boloiso i Yelno. Com a desaigua té un petit riu que desemboca al llac Voiso. Al llac s'hi pot trobat al voltant de vint-i-dues espècies de peixos, incloent el corègon blanc.
El llac cobreix una superfície de 13 km². La seva màxima profunditat és de 23 metres. Les costes són de sorra i grava, amb grans extensions de joncs. Hi ha nombrosos fiords i canals al llarg de la costa.